# Jan Švéda
Jan Švéda (5 de noviembre de 1931-14 de diciembre de 2007) fue un deportista checoslovaco que compitió en remo.
Participó en dos Juegos Olímpicos de Verano en los años 1956 y 1960, obteniendo una medalla de bronce en Roma 1960 en la prueba de ocho con timonel. Ganó tres medallas en el Campeonato Europeo de Remo entre los años 1956 y 1959.

## Palmarés internacional
| Juegos Olímpicos   | Juegos Olímpicos  | Juegos Olímpicos  | Juegos Olímpicos |
| Año                | Lugar             | Medalla           | Prueba           |
| ------------------ | ----------------- | ----------------- | ---------------- |
| 1960               | Roma (Italia)     | Medalla de bronce | Ocho con timonel |
| Campeonato Europeo |                   |                   |                  |
| Año                | Lugar             | Medalla           | Prueba           |
| 1956               | Bled (Yugoslavia) | Medalla de oro    | Ocho con timonel |
| 1957               | Duisburgo (RFA)   | Medalla de bronce | Ocho con timonel |
| 1959               | Mâcon (Francia)   | Medalla de plata  | Ocho con timonel |